# تراب الحق دارغا
تراب الحق دارغا هو قبر للولي الصوفي تراب الحق، المعروف أيضًا باسم توراتبير بابا الذي قضى معظم أيامه الأخيرة في باربهاني [الإنجليزية].

## معلومات
تشتهر دارجا بمعرضها السنوي الذي يمتد تاريخه إلى 108 أعوام، حيث يجتمع الآلاف من أتباع جميع الديانات والمعتقدات معًا في الفترة من 2 شباط إلى 15 شباط من كل عام. في بارباني [الإنجليزية]، يعتبر هذا الضريح رمزًا للوحدة بين جميع الأديان. يأتي الناس من مختلف أنحاء الولاية لزيارة الضريح.

## معرض الصور

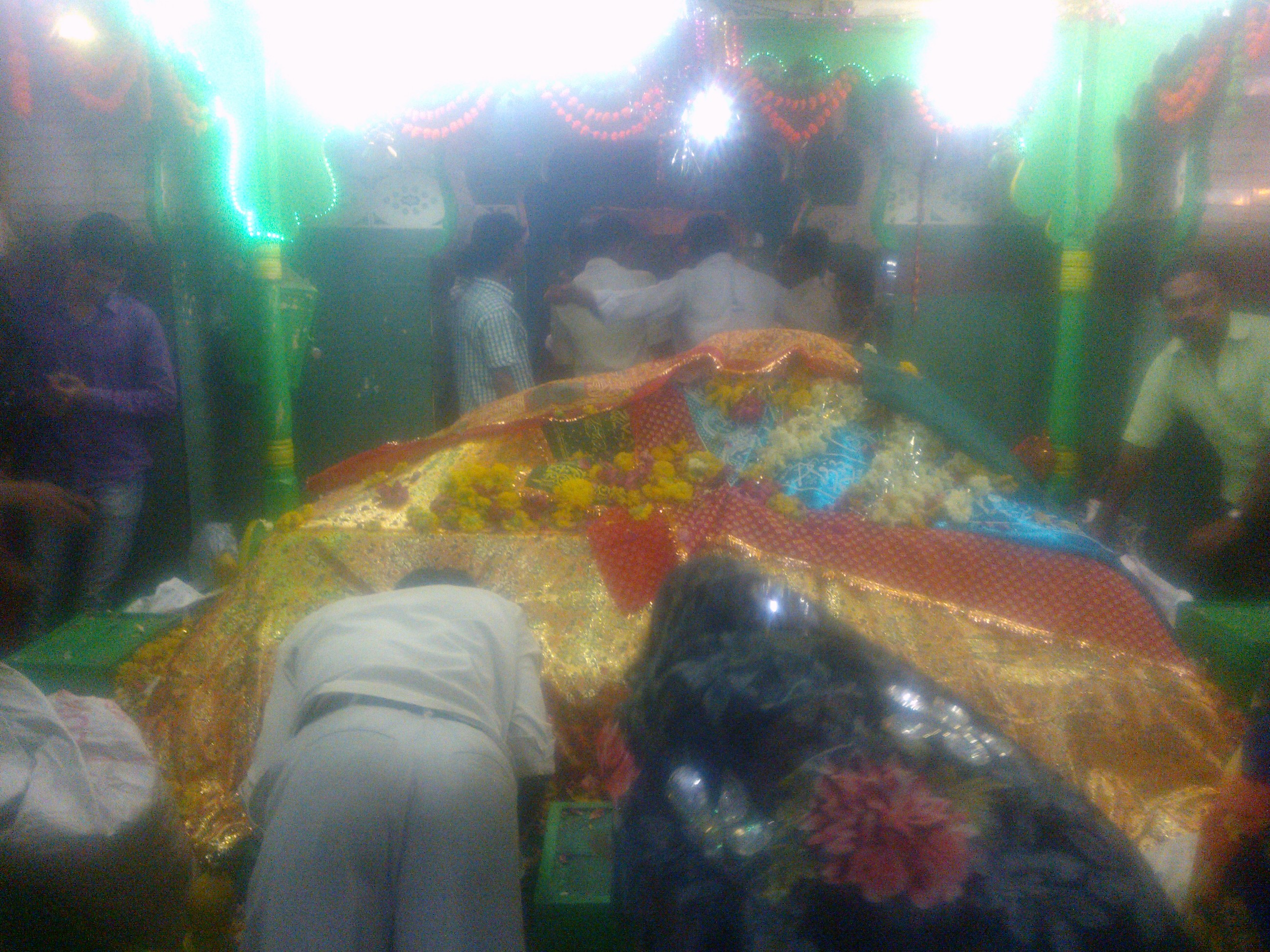
ضريح تراب الحق
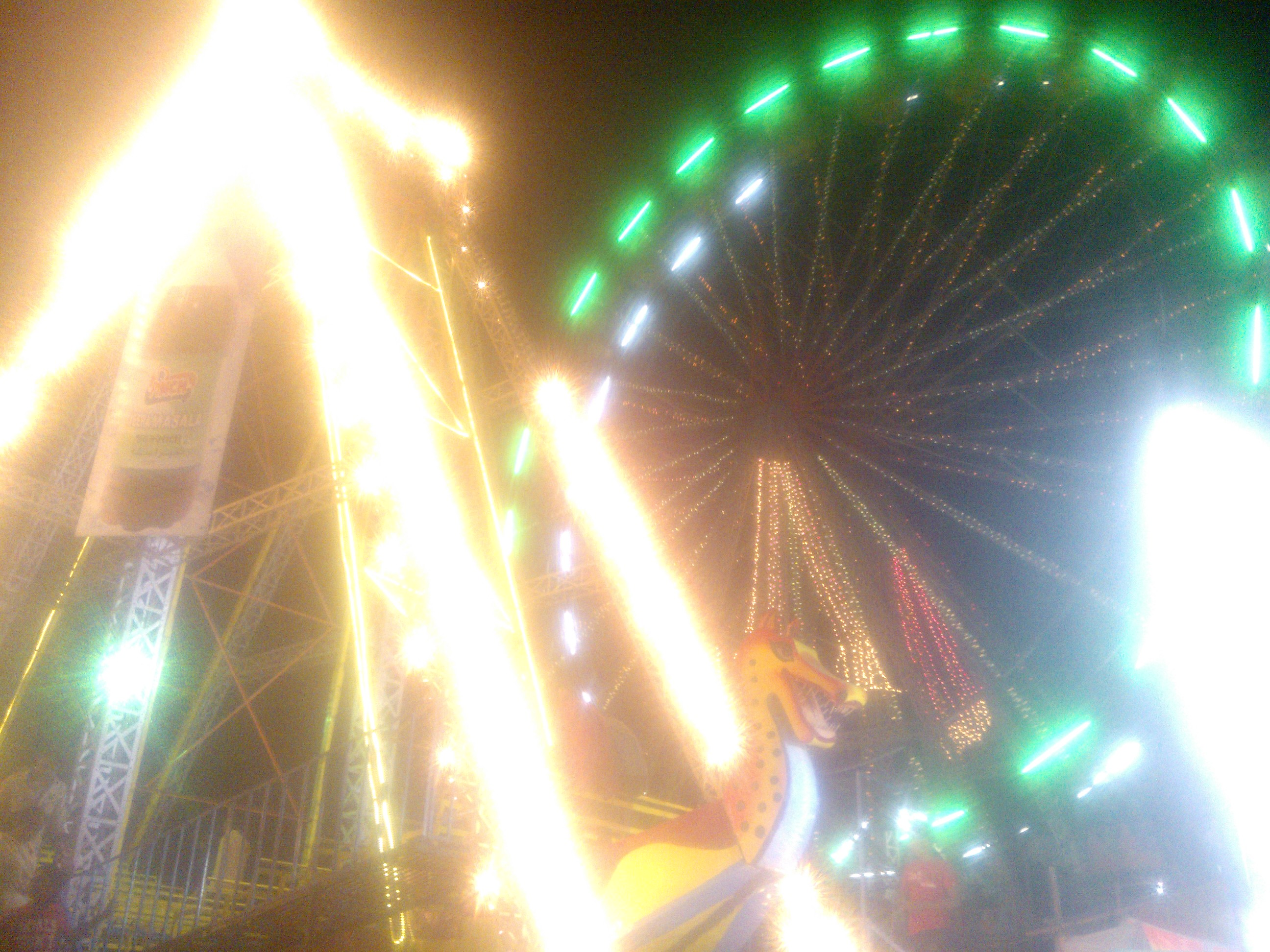
ركوب الخيل في المعرض
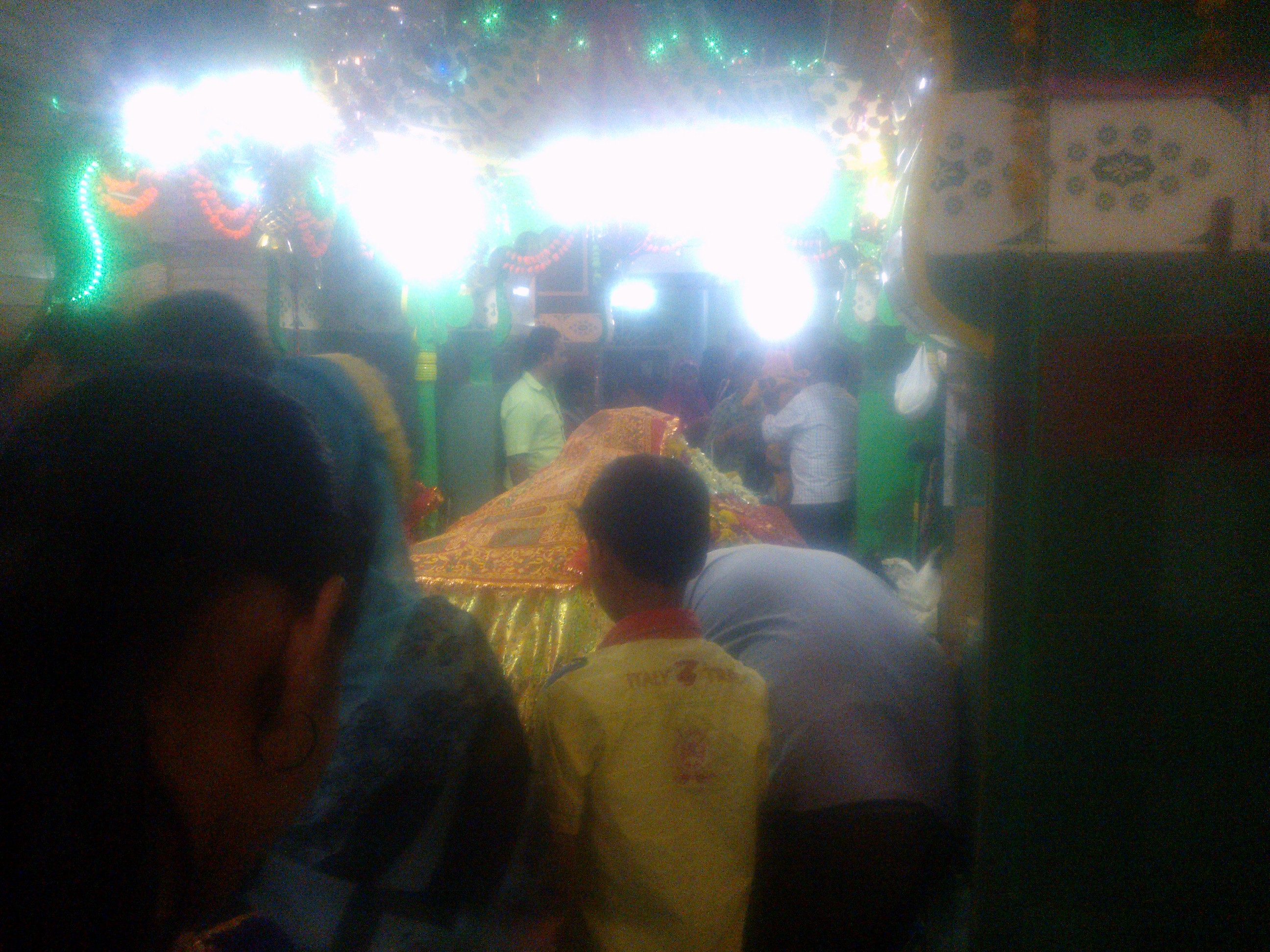
الناس ينتظرون دورهم لرؤية الضريح.
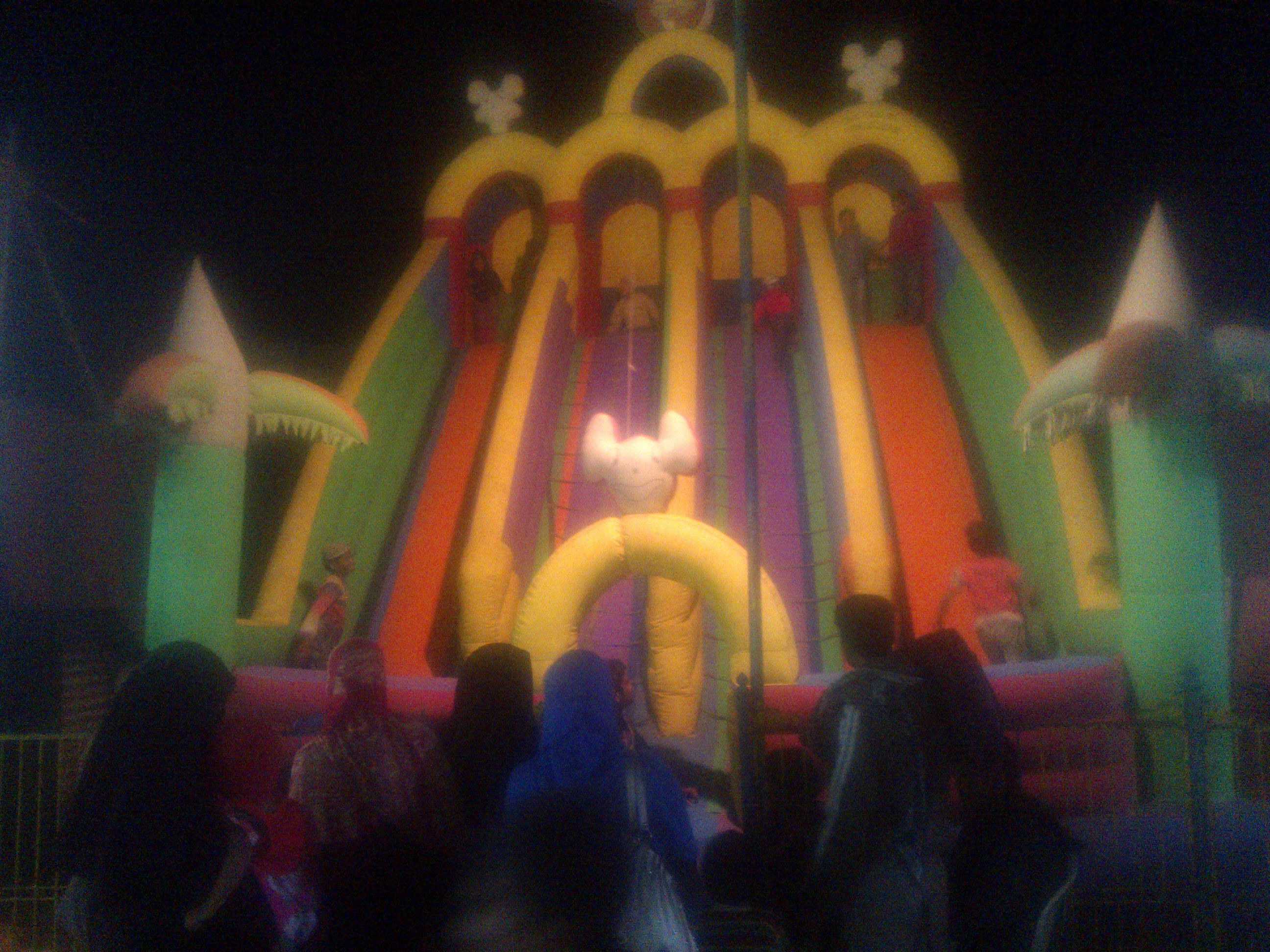
الأطفال يستمتعون بالمهرجان.
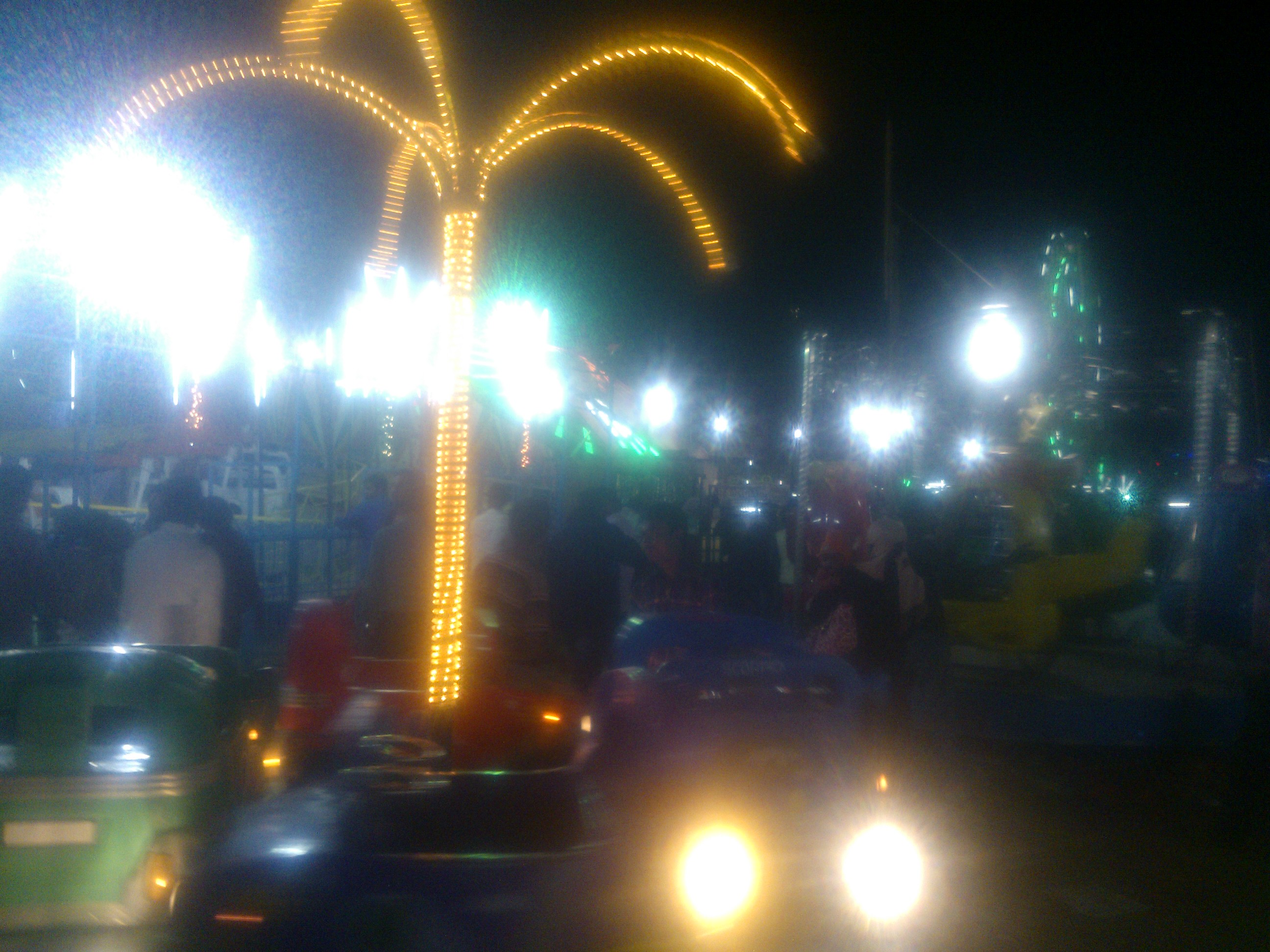
صورة من المعرض
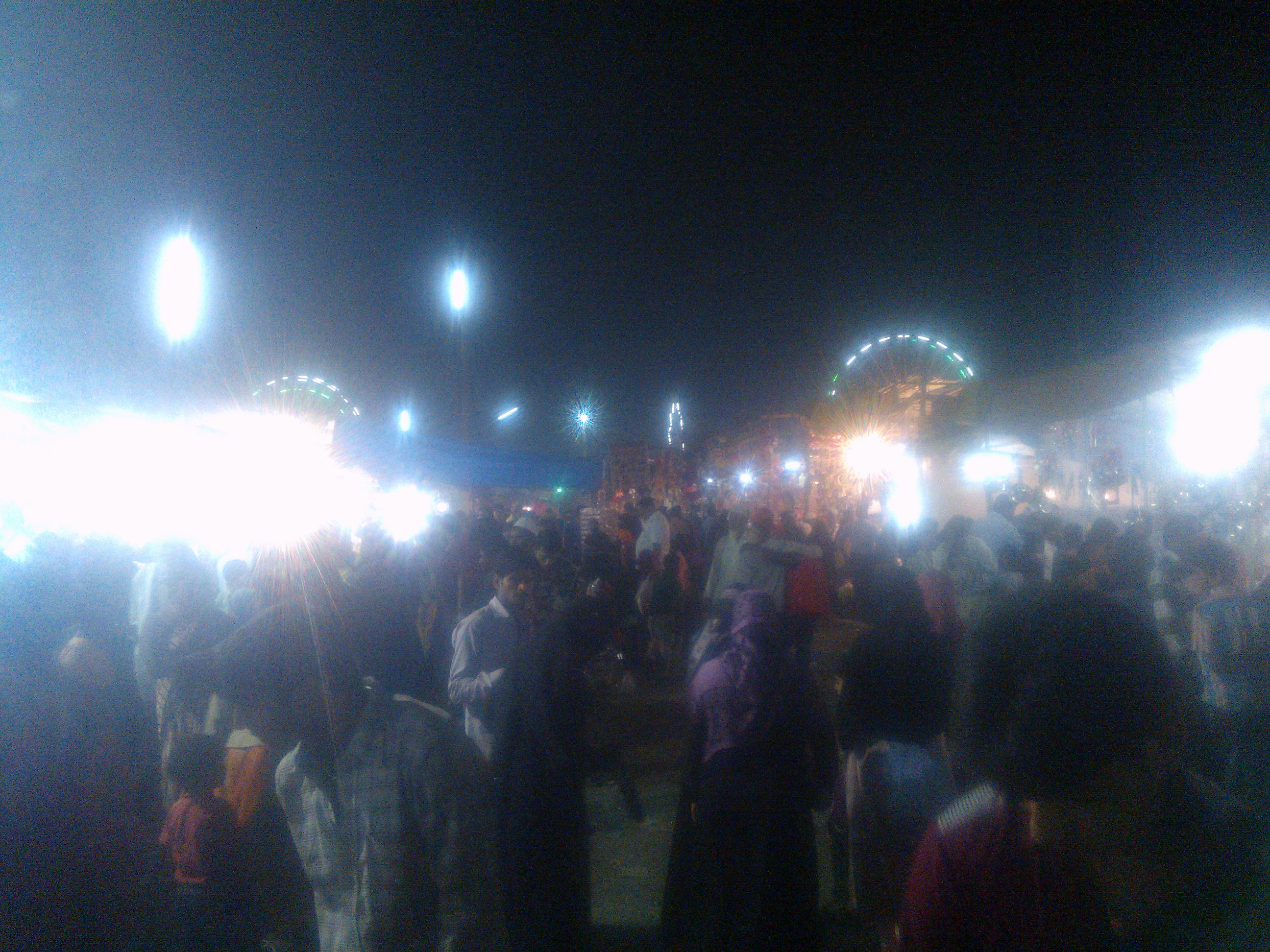
حشد خلال المعرض

## طالع أيضًا
- مرقد معين الدين الجشتي
- أشرفبور كيشاوتشا [الإنجليزية]
- السياحة في ماراثوادا [الإنجليزية]

## روابط خارجية
- رمز الوحدة الاجتماعية والدينية - باللغة الماراثية